# Fu Manchú

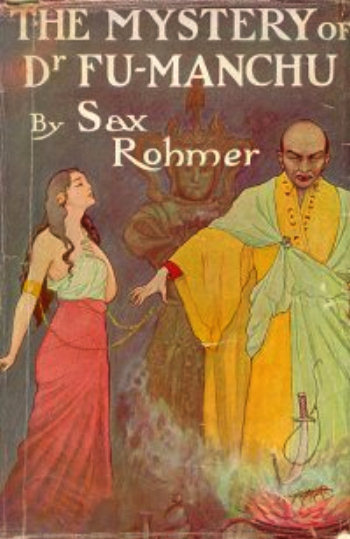
El misterio del Dr. Fu Manchú, portada de la primera edición (1913).

Fu Manchú (en chino: 傅满洲 Fù Mǎnzhōu) es un personaje de ficción creado por el escritor de novelas policíacas y de misterio Sax Rohmer, que hizo su primera aparición en 1913. Es un supervillano chino que odia la civilización occidental y a la raza blanca. En todas las novelas en las que aparece es perseguido, derrotado y sus planes son desbaratados por el investigador inglés Sir Denis Nayland Smith, junto a su acompañante, el doctor Petrie.
El personaje ha sido representado desde entonces en numerosas ocasiones en el cine, la televisión, la radio, y las historietas, convirtiéndose en el arquetipo del malvado genio criminal y del científico loco, así como del supervillano oriental.

## Personajes

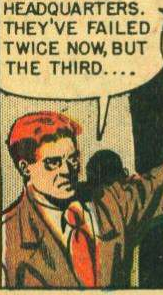
Denis Nayland Smith en The Mask Of Dr Fu Manchu (1951), dibujo de Wally Wood

### Dr. Fu Manchú
Se puede encontrar una fiel descripción de su aspecto en el capítulo II de la novela El demonio amarillo, publicada en español en 1935:

Imagínate una figura clásica de mandarín chino; un hombre de alta estatura; delgado, de miembros recios, felino en sus actitudes y movimientos, con un entrecejo como el de Shakespeare y un rostro de expresión verdaderamente satánica. De su cráneo afeitado pende la coleta tradicional de los hijos del «Imperio Celeste». Sus ojos tienen el fulgor magnético de los ojos de la pantera.

De origen noble y perteneciente a la familia imperial (de la que se separó después de la rebelión de los Bóxers), aparece dotado de medios económicos prácticamente ilimitados y gran cantidad de esbirros, ninjas y otros guerreros y sectas orientales a su mando; gran genio del mal con amplios conocimientos de venenos (usa frecuentemente animales mortales tales como serpientes, arañas y escorpiones), es capaz de idear complicados aparatos modernos (de inicios del siglo XX) para intentar destruir la civilización occidental.
Los planes asesinos del supervillano Dr. Fu Manchú se caracterizan por el uso extensivo de métodos arcanos; desdeña las armas de fuego o los explosivos, prefiriendo el uso de esbirros criminales como los dacoits, los thugs o los miembros de otras sociedades secretas como sus agentes (normalmente armados con cuchillos) o el uso de "pitones y cobras... hongos y mis pequeños aliados, los bacilos... mis arañas negras" y otros animales peculiares o armas químicas naturales. Tiene un gran respeto por la verdad (de hecho, su palabra es sagrada), y emplea la tortura y otras tácticas horripilantes para deshacerse de sus enemigos.
El Dr. Fu Manchú es descrito como un villano misterioso en tanto rara vez aparece en escena. Siempre envía a sus secuaces a cometer crímenes por él. En la novela The Insidious Dr Fu-Manchu, envía a una hermosa joven al lugar del crimen para comprobar que la víctima está muerta. También envía a un dacoit para que ataque a Sir Denis Nayland Smith y al Dr. Petrie.
En la novela Fu Manchu's Bride (La novia de Fu Manchú; 1933), el Dr. Fu Manchú afirma tener doctorados de cuatro universidades occidentales, mientras que en Emperor Fu Manchu (1959), afirma que asistió a la Universidad de Heidelberg, a la Sorbona y a la Universidad de Edimburgo (en la película The Mask of Fu Manchu, sin embargo, afirma con orgullo: "soy doctor en filosofía por Edimburgo, doctor en derecho por el Christ's College, doctor en medicina por Harvard. Mis amigos, por cortesía, me llaman 'Doctor'"). En el momento de su primer encuentro (1911), el doctor Petrie creía que el doctor Fu Manchú tenía más de 70 años. Eso significaría que habría estudiado su primer doctorado en la década de 1860 o 1870.
Según Cay Van Ash, biógrafo de Rohmer y antiguo asistente que se convirtió en el primer escritor que continuó la serie tras la muerte de Rohmer, "Fu Manchú" era un título de honor, que se refería a los "belicosos Manchúes". Van Ash especula que el doctor Fu Manchú era miembro de la familia imperial de China que apoyó al bando perdedor en la Rebelión de los Bóxers. En los primeros libros (1913-1917) el Dr. Fu Manchú es un agente de una tong china (un tipo de sociedad u organización de emigrantes chinos), conocido como la Si-Fan, y actúa como el cerebro detrás de una ola de asesinatos dirigidos a occidentales que viven en China. En los libros posteriores, (1931-1959) se ha hecho con el control de la Si-Fan, que ha pasado de ser una simple tong china a convertirse en una organización criminal internacional bajo su liderazgo. Además de intentar apoderarse del mundo y devolver a China su antigua gloria (los principales objetivos del Dr. Fu Manchú desde el principio), la Si-Fan ahora también intenta eliminar a dictadores fascistas y detener la propagación del comunismo en todo el mundo por las propias razones egoístas de su líder. El Dr. Fu Manchú sabe que tanto el fascismo como el comunismo representan grandes obstáculos para sus planes de dominación mundial. La Si-Fan se financia en gran medida a través de actividades delictivas, especialmente el tráfico de drogas y de personas. El Dr. Fu Manchú ha prolongado su ya considerable esperanza de vida mediante el uso del elixir de la vida, una fórmula que ha pasado décadas tratando de perfeccionar.

### Sir Denis Nayland Smith y el Dr. Petrie
En contra del Dr. Fu Manchú están Sir Denis Nayland Smith y, en los tres primeros libros, el Dr. Petrie. Petrie narra las tres primeras novelas (las posteriores son narradas por otros personajes aliados de Smith hasta el final de la serie). Smith continúa la lucha, combatiendo al Dr. Fu Manchú más por medio de la suerte y una tenaz determinación que por brillantez intelectual, salvo en casos extremos. Smith y el Dr. Fu Manchú se respetan mutuamente a regañadientes, ya que los dos creen en el deber de cumplir con la palabra dada, incluso con un enemigo.
En los tres primeros libros, Smith trabaja para la Policía Imperial de la India como comisario de policía en Birmania al que se le ha concedido una comisión itinerante que le permite ejercer su autoridad sobre cualquier grupo que pueda ayudarle en su misión. Cuando Rohmer revivió la serie en 1931, Smith había sido nombrado caballero por sus esfuerzos por derrotar a Fu Manchú, y era un excomisario adjunto de Scotland Yard. Más tarde acepta un puesto en el MI6. En varios libros se le asigna una misión especial con el FBI.

### Kâramanèh
Destacado entre los agentes del Dr. Fu Manchú es la "seductoramente encantadora" Kâramanèh. Su verdadero nombre es desconocido. Los traficantes de esclavos egipcios la vendieron a Si-Fan cuando aún era una niña. Kâramanèh se enamora del Dr. Petrie, el narrador de los primeros tres libros de la serie, y rescata a Petrie y Nayland Smith muchas veces. Finalmente, la pareja se une y ella gana su libertad. Se casan y tienen una hija, Fleurette, que figura en dos novelas posteriores,Fu Manchu's Bride (1933) y su secuela, The Trail of Fu Manchu (1934). Lin Carter más tarde creó un hijo para el Dr. Petrie y Kâramanèh.

### Fah Lo Suee
La hija del Dr. Fu Manchú , Fah Lo Suee, es una mente maestra tortuosa por derecho propio, conspirando con frecuencia para usurpar la posición de su padre en Si-Fan y ayudando a sus enemigos tanto dentro como fuera de la organización. Se desconoce su nombre real; Fah Lo Suee era un término cariñoso de la infancia. Se la presenta de forma anónima cuando aún era una adolescente en el tercer libro de la serie y desempeña un papel más importante en varios de los títulos de las décadas de 1930 y 1940. Se la conoce durante un tiempo como Koreani después de que su padre le lavara el cerebro, pero luego recupera su memoria. Al igual que su padre, adopta identidades falsas, entre ellas Madame Ingomar, Queen Mamaloi y Mrs van Roorden. En películas ha sido interpretada por numerosas actrices a lo largo de los años. Su personaje suele cambiar de nombre en las adaptaciones cinematográficas debido a las dificultades con la pronunciación de su nombre. Anna May Wong interpretó a Ling Moy en Daughter of the Dragon (1931). Myrna Loy interpretó a Fah Lo See en The Mask of Fu Manchu (1932). Gloria Franklin tuvo el papel de Fah Lo Suee en Drums of Fu Manchu (1940). Laurette Luez interpretó a Karamaneh en Adventures of Dr. Fu Manchu  (1956), pero el personaje se debe más a Fah Lo Suee que a la descripción de Rohmer de Kâramanèh. Tsai Chin interpretó a la hija del Dr. Fu Manchu, Lin Tang, en las cinco películas protagonizadas por Christopher Lee de la década de 1960.

## Origen
Según su propio relato, Sax Rohmer, sin ningún conocimiento previo y comprensión de la cultura china, decidió comenzar la serie Dr. Fu Manchú después de que su Ouija dictase las letras C-H-I-N-A-M-A-N (es decir, "chino") cuando preguntó qué haría su fortuna. Durante este período de tiempo, la noción del peligro amarillo se estaba extendiendo en la sociedad norteamericana. La imagen de los "orientales" invadiendo las naciones occidentales se convirtió en la base del éxito comercial de Rohmer, que pudo vender 20 millones de ejemplares en su vida.

## Trayectoria editorial

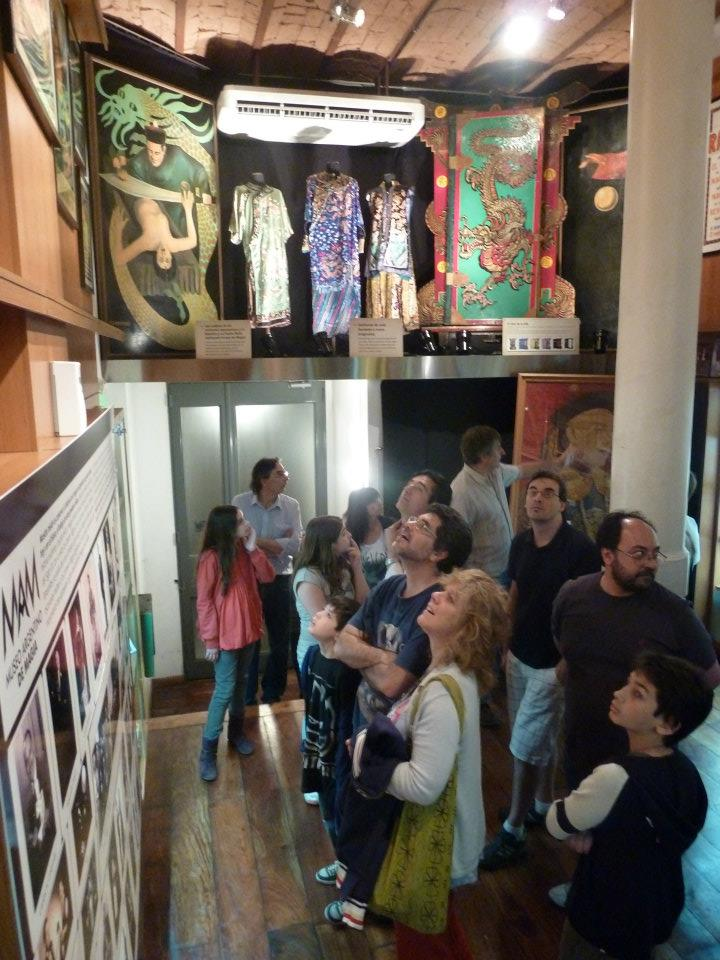
Exhibición "Libro de la vida de Fu Manchu" en Buenos Aires.

La primera novela de la saga Fu Manchú publicada en España fue la titulada El escorpión de oro (The Golden Scorpion, 1929), seguida de El demonio amarillo (The Mystery of Dr. Fu-Manchu, 1935) y El diabólico doctor (The Devil Doctor, 1935).
El personaje ha sido empleado por otros autores como villano en sus obras: un ejemplo es la novela Sherlock Holmes contra Fu Manchú (título original: Ten Years Beyond Baker Street) del escritor Cay Van Ash (1984), amigo y biógrafo de Rohmer.

## Apariciones en otros medios
Fu se transpuso inicialmente en historietas en una tira diaria en blanco y negro diseñada por Leo O'Mealia, de 1931 a 1933. La tira fue la adaptación de las dos primeras novelas de Rohmer y una parte de la tercera. Sus derechos de autor fueron acreditados a "Sax Rohmer y The Bell Syndicate, Inc."
En los primeros filmes fue Boris Karloff el protagonista: La máscara de Fu Manchú (The mask of Fu Manchu, 1932).
Fu Manchu hizo su primera aparición en un registro de una revista de historietas en Detective Comics n. 17, para continuar, como una de las diversas series antológicas, hasta n. 28. Estas fueron las reimpresiones de las tiras diseñadas por Leo O'Mealia. 
En 1940, el Chicago Tribune publicó una adaptación  del serial Los Tambores de Fu-Manchú, en un principio fue una fotonovela, pero luego fue ilustrada por un artista no identificado. En 1943, el serial Los Tambores de Fu-Manchú fue adaptado a historieta por José Grau Hernández en 1943.
Para una historia original del personaje de cómic, habría sido necesario esperar hasta 1951, con The Mask of Dr. Fu Manchu para Wally Wood publicó pela Avon.
Una tira fue publicada por el periódico francés Le Parisien libéré de 1962 a 1973, por la escritora Juliette Benzoni y por el diseñador Robert Bressy.
A partir de la publicación de Special Marvel Edition nº15 (1973) empieza a aparecer en Marvel Comics. En dicho cómic, donde también debuta Sir Denis Nayland Smith, se presenta a su hijo Shang-Chi, que protagonizaría varias series de Marvel en las que sería recurrente la presencia de Fu Manchú como enemigo de su hijo. El Doctor Petrie también aparecería con menor frecuencia. Tras la pérdida de derechos de Marvel para publicar a los personajes de Sax Rohmer, Fu Manchú ha continuado apareciendo con otros nombres. En una historia de Pantera Negra, publicada en 2005, se le llama "Mr. Han", aparentemente un juego de palabras basado en el nombre del malvado principal en Enter the Dragon. En Secret Avengers # 6-10, el escritor Ed Brubaker suplantó oficialmente todo el asunto a través de un complot en el que un grupo de agentes de S.H.I.E.L.D. resucitó una versión zombificada de Fu Manchu solo para descubrir que "Fu Manchu" era solo un alias; El padre de Shang-Chi era en realidad Zheng Zu, un antiguo hechicero chino que descubrió el secreto de la inmortalidad. Más tarde, Fah Lo Suee fue renombrada Zheng Bao Yu.
En las versiones cinematográficas más modernas ha sido el actor británico Christopher Lee quien le ha prestado su rostro e imponente altura: El regreso de Fu Manchú (The face of Fu Manchu, 1965), Fu Manchú y el beso de la muerte (The blood of Fu Manchu, 1968) o El castillo de Fu Manchú (1969).
Un personaje compuesto de Fu Manchú y el Mandarín, llamado Xu Wenwu, aparece en la película de Universo cinematográfico de Marvel: Fase cuatro Shang-Chi y la leyenda de los Diez Anillos, interpretado por Tony Leung. El personaje fue mencionado previamente en la trilogía de Iron Man y All Hail the King. Xialing, la hija de Wenwu y la hermana de Shang-Chi, se inspiró parcialmente en Fah Lo Suee.

## Impacto cultural
El estilo de vello facial asociado a Fu Manchú en las adaptaciones cinematográficas se conoce como el bigote de Fu Manchú. El bigote de "Fu Manchú" se define en el Oxford English Dictionary como un "bigote largo y estrecho cuyos extremos rematan en punta y descienden hasta la barbilla", si bien los escritos de Rohmer describen al personaje sin tal adorno.
Antes de la creación de Fu Manchú, los chinos solían ser retratados en los medios de comunicación occidentales como víctimas. Fu Manchú marcó una nueva etapa en la que los chinos fueron retratados como autores de delitos y amenazas para la sociedad occidental en su conjunto. El villano de Rohmer se presenta como el cerebro de un complot de las "razas amarillas" que amenazan la existencia de "toda la raza blanca", y su narrador opina: "Ningún hombre blanco, creo sinceramente, aprecia la crueldad impasible de los chinos".
El personaje del Dr. Fu Manchú se convirtió, para algunos, en un estereotipo que encarnaba el "peligro amarillo". Para otros, Fu Manchú se convirtió en la personificación más notoria de las perspectivas occidentales sobre los chinos, y se convirtió en el modelo para otros villanos de las películas de suspense contemporáneas sobre el "Peligro Amarillo";: 188 estos villanos a menudo tenían características consistentes con los estereotipos xenófobos que coincidieron con un aumento significativo de la emigración china a los países occidentales.
Después de la Segunda Guerra Mundial, el estereotipo inspirado en Fu Manchú se convirtió cada vez más en objeto de sátira. Fred Fu Manchú, un "famoso saxofonista de bambú chino", era un personaje recurrente en The Goon Show, un programa de comedia radiofónica británico de los años cincuenta. Apareció en el episodio "La terrible venganza de Fred Fu Manchú" en 1955 (anunciado como "Fred Fu Manchú y su saxofón de bambú"), e hizo apariciones menores en otros episodios (incluyendo "China Story", "The Siege of Fort Night", y en "The Lost Emperor" como "Doctor Fred Fu Manchú, tatuador oriental"). El personaje fue creado e interpretado por el comediante Spike Milligan, que lo utilizó para burlarse de las actitudes xenófobas que habían llevado a la creación del personaje. El personaje también fue parodiado en una comedia radiofónica posterior, Round the Horne, como Dr. Chu En Ginsberg MA (fallido), interpretado por Kenneth Williams.
El Dr. Fu Manchú fue parodiado como el Dr. Wu en la película de acción y comedia Black Dynamite (2009), en la que el ejecutor de un malvado plan contra los afroestadounidenses es un insidioso maestro de kung fu con bigote.